# Outrageous
"Outrageous" là một bài hát của nghệ sĩ thu âm người Mỹ Britney Spears nằm trong album phòng thu thứ tư của cô, In the Zone (2003). Nó được sáng tác và sản xuất bởi R. Kelly, với phần sản xuất giọng hát được thực hiện bởi Trixster và Penelope Magnet. Bài hát được phát hành vào ngày 20 tháng 7 năm 2004, bởi Jive Records, như là đĩa đơn thứ tư và cũng là cuối cùng trích từ In the Zone. "Outrageous" được hãng đĩa chọn lần lượt là đĩa đơn đầu tiên và thứ hai cho album, nhưng thay vào đó Spears đã lựa chọn "Me Against the Music" và "Toxic". Bài hát cuối cùng được thông báo làm đĩa đơn sau khi nó được chọn làm ca khúc chủ đề cho bộ phim năm 2004 Catwoman. "Outrageous" là một bản R&B với những ảnh hưởng của hip hop. Về mặt ca từ, nó nói về chủ nghĩa duy vật và giải trí. "Outrageous" nhận được những ý kiến trái chiều từ các nhà phê bình âm nhạc, trong đó họ ca ngợi phần âm thanh sôi nổi của nó, trong khi số khác cho rằng nó rất dễ bị "lãng quên".
"Outrageous" chỉ lọt vào các bảng xếp hạng ở Hoa Kỳ, bao gồm vị trí thứ 79 trên Billboard Hot 100. Spears chỉ được thực hiện bài hát một lần, trong chuyến lưu diễn The Onyx Hotel Tour (2004). Video ca nhạc của bài hát được ghi hình tại thành phố New York vào tháng 6 năm 2004, nhưng Spears gặp phải chấn thương đầu gối khi đang thực hiện và phải phẫu thuật, khiến video lẫn phần còn lại của The Onyx Hotel Tour phải bị huỷ bỏ. Một video với những nhiều cảnh khác nhau đã được phát hành trong DVD Greatest Hits: My Prerogative.

## Danh sách track và định dạng
- Đĩa CD maxi tại Nhật

1. "Outrageous" (bản album) — 3:24
2. "Outrageous" (Murk Space Miami Mix) — 6:50
3. "Outrageous" (Junkie XL Dancehall Mix) — 2:58
4. "Outrageous" (Junkie XL Tribal Mix) — 6:11
5. "Toxic" (Armand Van Helden Remix Edit) — 6:29
6. "Everytime" (Above & Beyond Club Mix) — 8:50
7. "Everytime" (Scumfrog Haunted Dub) — 8:23

- Đĩa than 12" (Remixes)

1. "Outrageous" (Murk Space Miami Mix) — 6:48
2. "Outrageous" (R. Kelly Remix) — 3:24
3. "Outrageous" (Junkie XL's Dancehall Mix) — 3:00
4. "Outrageous" (Josh Harris Mixshow) — 5:55
5. "Outrageous" (Junkie XL's Tribal Mix) — 6:12

## Xếp hạng
| Bảng xếp hạng (2004)                | Thứ hạng cao nhất |
| ----------------------------------- | ----------------- |
| Nhật Bản (Oricon)                   | 31                |
| Hoa Kỳ Billboard Hot 100            | 79                |
| Hoa Kỳ Dance Club Songs (Billboard) | 27                |
| Hoa Kỳ Pop Airplay (Billboard)      | 23                |

## Lịch sử phát hành
| Nước     | Ngày                | Định dạng           | Nhãn     | Nguồn |
| -------- | ------------------- | ------------------- | -------- | ----- |
| Mỹ       | 20 tháng 7 năm 2004 | Radio hit đương đại | Jive     | [ 6 ] |
| Mỹ       | 20 tháng 7 năm 2004 | Rhythmic radio      | Jive     | [ 7 ] |
| Mỹ       | 27 tháng 7 năm 2004 | 12"                 | Jive     | [ 8 ] |
| Nhật Bản | 25 tháng 8 năm 2004 | CD                  | Sony BMG | [ 9 ] |